# منشأة يونس
قرية منشأة يونس هي إحدى القرى التابعة لمركز كفر الدوار في محافظة البحيرة في جمهورية مصر العربية. حسب إحصاءات سنة 2006، بلغ إجمالي السكان في منشأة يونس 4441 نسمة، منهم 2279 رجل و2162 امرأة.